# UCI Oceania Tour 2023
UCI Oceania Tour 2023 – 19. edycja cyklu wyścigów kolarskich UCI Oceania Tour.
W kalendarzu 19. edycji cyklu Oceania Tour znalazły się 2 wyścigi rozgrywane między 11 a 21 stycznia 2023.

## Kalendarz
Opracowano na podstawie:
| UCI Oceania Tour 2023 | UCI Oceania Tour 2023 | UCI Oceania Tour 2023     | UCI Oceania Tour 2023 | UCI Oceania Tour 2023                                | UCI Oceania Tour 2023                                  | UCI Oceania Tour 2023                                 | UCI Oceania Tour 2023 |
| Data                  | Państwo               | Wyścig                    | Kat.                  | Zwycięzca                                            | Drugie miejsce                                         | Trzecie miejsce                                       |                       |
| --------------------- | --------------------- | ------------------------- | --------------------- | ---------------------------------------------------- | ------------------------------------------------------ | ----------------------------------------------------- | --------------------- |
| 11 – 15 stycznia 2023 | Nowa Zelandia         | New Zealand Cycle Classic | 2.2                   | James Oram (Bolton Equities Black Spoke Pro Cycling) | Josh Burnett (Bolton Equities Black Spoke Pro Cycling) | Adne van Engelen (Roojai Online Insurance)            |                       |
| 21 sty                | Nowa Zelandia         | Gravel and Tar Classic    | 1.2                   | Ben Oliver (MitoQ-NZ Cycling Project)                | James Fouché (Bolton Equities Black Spoke Pro Cycling) | Paul Wright (Bolton Equities Black Spoke Pro Cycling) |                       |